# Onciale 067
- Papyrus
- Onciale
- Minuscules
- Lectionnaire

Le Codex 067, portant le numéro de référence 067 (Gregory-Aland), ε 2 (Soden), est un manuscrit du parchemin en écriture grecque onciale.

## Description
Le codex se compose de 6 folios. Il est écrit en deux colonnes, dont 22 lignes par colonne. Les dimensions du manuscrit sont 20 cm x 15,5 cm. Les paléographes datent ce manuscrit du VIe siècle. C'est un palimpseste, le supérieur texte est Géorgien. 
Les est un manuscrit contenant les fragmentes du texte du Évangile selon Matthieu et Évangile selon Marc.
Le manuscrit a été examiné par Constantin Tischendorf, Eduard de Muralt, et Kurt Treu. Dans la huitième édition de Tischendorf, il est codé dans l'appareil critique par la lettre latine I.
Contenu
Matt 14,13-16.19-23; 24,37-25,1.32-45; 26,31-45; Marc 9,14-22; 14,58-70. 
Texte
Le texte du codex représenté type mixte. Kurt Aland le classe en Catégorie III (V?). 
Lieu de conservation
Il est actuellement conservé à la Bibliothèque nationale russe (Gr. 6 III),.